# Franciszek Macharski
Franciszek Macharski (Cracòvia, 20 de maig de 1927 - 2 d'agost de 2016) fou un cardenal polonès de l'Església Catòlica. Va ser arquebisbe de Cracòvia succeint el cardenal Karol Wojtyła a la seu de Sant Estanislau fins a la seva dimissió el 2005. Va ser elevat al cardenalat el 1979.

## Biografia
Franciszek va néixer el 1927, sent el petit de quatre germans. Durant la Segona Guerra Mundial treballà com a mà d'obra, ingressant al seminari de Cracòvia, on estudià teologia. Va ser ordenat prevere a l'abril de 1950 pel cardenal Adam Stefan Sapieha. Fins al 1956 va ser vicari en una parròquia prop de Bielsko-Biała, sent enviat a la universitat de Friburg, Suïssa, per continuar els seus estudis teològics, i rebent el doctorat el 1960.
Macharski va ser nomenat arquebisbe de Cracòvia al desembre de 1978 pel Papa Joan Pau II, que l'havia precedit a la seu fins a la seva elecció al Papat a l'octubre de 1978. Macharski va ser consagrat bisbe pel mateix Joan Pau II a la basílica de Sant Pere del Vaticà el 6 de gener de 1979 i va prendre possessió de la seu de Cracòvia el 28 de gener de 1978, quan aquesta es trobava a la catedral de Wawel.

### Cardenal
L'arquebisbe Macharski va ser creat cardenal al juny de 1979, en el primer consistori del nou Papa, rebent el títol de cardenal prevere de San Giovanni a Porta Latina. Només feia sis mesos que havia estat consagrat bisbe.
El cardenal Macharski es retirà com a arquebisbe de Cracòvia el 3 de juny de 2005. Un cop se li acceptà la dimissió, esdevingué arquebisbe emèrit de Cracòvia, i va ser succeït a la seu pel secretari privat de Joan Pau II, l'ara cardenal Stanislaw Dziwisz.

## Honors
Gran Creu de l'orde Polònia Restituta
 Cavaller de l'orde del Somriure - 1998
 Medalla d'Honor de Cracòvia
 Cavaller de la Legió d'Honor – 22 de gener de 2007
 Comanador de la Creu al mèrit de la República Federal d'Alemanya
 Cavaller de l'orde de Malta